# موژچانووو
موژچانووو (به لاتین: Możdżanowo) یک روستا در لهستان است که در گمینا اوستکا واقع شده‌است. موژچانووو ۲۲۰ نفر جمعیت دارد.